# マツダ・R360クーペ
マツダ・R360クーペは、東洋工業（現・マツダ）が製造していた軽自動車。1960年に発売。この車で、マツダは4輪乗用車市場に参入した。
戦後の日本車（国産車）として、初めて「クーペ」を名乗った車である。

## 概要
1960年生産・販売開始。
価格は30万円で、当時のスバル360より安く設定された。開発リーダーは、後にロータリーエンジンの実用化に成功し、「ミスター・ロータリー」として知られた技術者の山本健一である。
ドアは2つで名目上は4人乗りだが、軽ボンバンと同様に後部は非常に狭く、子供向けだった。このパッケージングは、このクラスであれば1人か2人での乗車が多く、本格的な4座に拘らず軽量化を優先するために2by2と割り切ったものである。これに限らず軽量化対策は徹底され、アルミニウム合金、マグネシウム合金、プラスチックなどの軽量な素材を多く用いている。
モノコックボディの造形は、既にマツダオート三輪のデザインを手がけた実績のある工業デザイナーの小杉二郎（1915年 - 1981年）と、東洋工業社内デザイナーの手による。
尖ったノーズと凹んだヘッドライト回りの処理は、小杉が1950年代初頭以来手がけてきた既存のマツダ製オート三輪各モデルからのモチーフを踏襲したもので、機能を損なわずスマートにまとめられ、スバル・360同様に「ミニカーのデザイン」として完成度の高いものであった。全体にグラスエリアの広いことは特筆されるが、引き違い式のサイドウィンドーとリアウィンドーには軽量化のため、ガラスの代わりにアクリルを用いている。ヘッドライト周囲の凹み付けは、小杉が自動車デザインに限らず、自らの工業デザイン全般において機能上自然な「凹部」が求められる（もしくは許容される）際に好んで用いた定型的モチーフの一種で、彼自身はこれを「『うれしい』かたち」と称していた。
エンジンは同社のオート三輪、K360と同様の、排気量356cc、16馬力の強制空冷V型2気筒4ストロークOHVエンジンであるが、鋳鉄メインのK360とは異なり、基本はアルミ合金製であった。しかも動弁機構や補機類にはマグネシウム合金までも多用した軽量設計で、許容回転数は最大5,000rpmを超える、当時としては異例の高回転エンジンであった。その後しばらくの間マツダはアルミエンジンを「白いエンジン」と呼び、セールスポイントの一つとするようになった。このエンジンを車体後部に縦置きし、後輪を駆動するリアエンジン方式を用いる。
また、この車には、4速マニュアルトランスミッションのほか、軽自動車で初となる、トルクコンバーターを用いたオートマチックトランスミッション装備車が設定された。トルクコンバーターは岡村製作所製で、同社の「ミカサ（マークⅠ・マークⅡ）」（1957年）、ミカサツーリング（1958年）に次ぐ採用である。この採用によって、下肢などに障害を持つ身体障害者でも運転を容易にした。軽自動車でのいち早い採用は、日本の自動車業界でも画期的と言える。
サスペンションは4輪ともにトレーリングアームの独立懸架で、ピボット部に内装されたゴムの弾性を利用するナイトハルト式「トーションラバースプリング」を用い、軽量化を図りつつもソフトな乗り心地を得ている。リアエンジン車の標準となっていたスイングアクスルではなく、後輪にもトレーリングアームを使っていることで、対地キャンバー変化やジャッキアップ現象が抑えられている。また、ラバースプリングを圧縮、引張方向で使うBMC・ミニに比べ、ゆったりとした振幅となっている。
破格の廉価から発売当初は非常に高い人気を得たが、完全な4座であるスバル360の対抗馬としては、実質2人乗りのR360クーペは不利であった。ゆえに1962年に発表された4ドア（デビュー当初は2ドアのみ）4座軽乗用車である「キャロル」に主力の座を譲ってからは存在が薄くなったものの、1966年まで生産が続けられ、AT車のみ、身体障害者のドライバー向けに1969年まで受注生産された。
発売初年度の販売台数は23,417台、総生産台数は6万5,737台であった。
2020年、マツダが東洋コルク工業からの創立100周年を迎えるのにあわせ、日本国内で販売される主要モデル（MAZDA2・MAZDA3（ファストバック・セダン）・MAZDA6（セダン・ワゴン）・CX-3・CX-30・CX-5・CX-8・MX-30・ロードスター/ロードスターRF）に「100周年特別記念車」を設定した。これらのモデルはすべてR360クーペをオマージュしたコーディネートが施されている。